# Hanshan (Maanshan)
Hanshan (en chino, 含山; pinyin, Hánshān) es un condado bajo la administración directa de la Prefectura Maanshan en la Provincia de Anhui, República Popular China.  Su área es de 1027 km² y su población total para 2010 superó los 330 mil habitantes. 

## Administración
Desde julio de 2023, el  Condado Hanshan se divide en 8 pueblos administrados en poblados.